# Red Bull Air Race
Red Bull Air Race er et årligt mesterskab i air racing, der blev grundlagt i 2003 af østrigske Red Bull GmbH.
Flyene er på banen med hastigheder på 400 km/t, med g-krafter på op til 10-12.
Eksempler på flyvemaskiner som anvendes i konkurrencen er Corvus Racer 540, Zivko Edge 540 og MX Aircraft MXS. 
Den første vinder af Red Bull Air Race var den ungarske pilot Péter Besenyei.

## Champions

### Master Class
| Sæson                   | Champion          | Anden          | Tredje          |
| ----------------------- | ----------------- | -------------- | --------------- |
| 2003                    | Péter Besenyei    | Klaus Schrodt  | Kirby Chambliss |
| 2004                    | Kirby Chambliss   | Péter Besenyei | Steve Jones     |
| 2005                    | Mike Mangold      | Péter Besenyei | Kirby Chambliss |
| 2006                    | Kirby Chambliss   | Péter Besenyei | Mike Mangold    |
| 2007                    | Mike Mangold      | Paul Bonhomme  | Péter Besenyei  |
| 2008                    | Hannes Arch       | Paul Bonhomme  | Kirby Chambliss |
| 2009                    | Paul Bonhomme     | Hannes Arch    | Matt Hall       |
| 2010                    | Paul Bonhomme     | Hannes Arch    | Nigel Lamb      |
| 2011–2013: ikke afholdt |                   |                |                 |
| 2014                    | Nigel Lamb        | Hannes Arch    | Paul Bonhomme   |
| 2015                    | Paul Bonhomme     | Matt Hall      | Hannes Arch     |
| 2016                    | Matthias Dolderer | Matt Hall      | Hannes Arch     |
| 2017                    | Yoshihide Muroya  | Martin Šonka   | Pete McLeod     |
| 2018                    |                   |                |                 |

### Challenger Class
| Sæson | Champion       | Point leder     |
| ----- | -------------- | --------------- |
| 2014  | Petr Kopfstein | François Le Vot |
| 2015  | Mikaël Brageot | Mikaël Brageot  |
| 2016  | Florian Bergér | Florian Bergér  |
| 2017  | Florian Bergér | Florian Bergér  |
| 2018  |                |                 |

## Regler
Deltagerne i konkurrencen skal flyve på en bane mellem de 18 meter høje oppustelige "porte". Der skal flyves til portene i en bestemt rækkefølge, og på en bestemt måde. Porte der er markeret med blåt, skal passeres vandret, og ved røde porte skal flyet være i lodret position. En fejl giver to sekunders tillægsstraf til den samlede tid. Hvis man berører en port giver det ekstra ti sekunders straf. 